# Natália Kelly (album)
Natália Kelly – debiutancki album studyjny austriackiej piosenkarki Natálii Kelly, wydany 12 kwietnia 2013 przez wytwórnię Universal Music Austria.
Album składa się z trzynastu kompozycji, z czego połowy autorką jest Natália Kelly. Płytę promowały single „Shine”, który reprezentował Austrię w Konkursie Piosenki Eurowizji 2013, oraz „Face the Day”.

## Lista utworów
| Nr  | Tytuł                | Autorzy                                                              | Czas  |
| --- | -------------------- | -------------------------------------------------------------------- | ----- |
| 1.  | „Face the Day”       | Noel Cohen, Dan Zweben                                               | 3:29  |
| 2.  | „Shine”              | Andreas Grass, Alexander Kahr, Natália Kelly, Nikola Paryla          | 2:59  |
| 3.  | „Lucky One”          | Matthew M. Anthony, Gail Vareilles                                   | 3:48  |
| 4.  | „Start Over”         | Natália Kelly                                                        | 3:10  |
| 5.  | „I Don't Care”       | Lene Dissing, Sven Martin, Julian Schramm                            | 3:01  |
| 6.  | „Breaking Point”     | Alexander Kahr, Natália Kelly                                        | 3:23  |
| 7.  | „Till We Meet Again” | Chris Landon, Imi Molnar, Szilva Vecserdy                            | 3:45  |
| 8.  | „Static”             | Marciano Chin-Jauw-Kong, Elif Ozyurt, Léon Paul Palmen, Fabian Remak | 4:35  |
| 9.  | „Cold”               | Mary Danna, Anna Owens                                               | 2:59  |
| 10. | „Farewell”           | David Dolezel, Natália Kelly                                         | 3:56  |
| 11. | „Fallout”            | Marissa Diblasio, Kathy Miller                                       | 3:25  |
| 12. | „Without You”        | Natália Kelly                                                        | 2:36  |
| 13. | „Last Goodbye”       | Alexander Kahr, Natália Kelly                                        | 3:54  |
|     |                      | Całkowita długość:                                                   | 45:00 |